# Lèmur de nas ample
El lèmur de nas ample (Prolemur simus) és una espècie de primat estrepsirrí de la família dels lemúrids. És l'únic representant del gènere Prolemur. És un lèmur gran, de color grisós bru amb les orelles blanques. S'alimenta exclusivament de bambú, del qual prefereix els brots, però continua amb les tiges i les fulles. No se sap el mètode pel qual el seu metabolisme descompon el cianur dels brots. El seu únic depredador és la fossa (Cryptoprocta ferox). Només viu al sud-est de Madagascar.